# Oscar des meilleurs effets visuels
 (mai 2023).
La mise en forme du texte ne suit pas les recommandations de Wikipédia : il faut le « wikifier ».
Les points d'amélioration suivants sont les cas les plus fréquents. Le détail des points à revoir est peut-être précisé sur la page de discussion.
- Les titres sont pré-formatés par le logiciel. Ils ne sont ni en capitales, ni en gras.
- Le texte ne doit pas être écrit en capitales (les noms de famille non plus), ni en gras, ni en italique, ni en « petit »…
- Le gras n'est utilisé que pour surligner le titre de l'article dans l'introduction, une seule fois.
- L'italique est rarement utilisé : mots en langue étrangère, titres d'œuvres, noms de bateaux, etc.
- Les citations ne sont pas en italique mais en corps de texte normal. Elles sont entourées par des guillemets français : « et ».
- Les listes à puces sont à éviter, des paragraphes rédigés étant largement préférés. Les tableaux sont à réserver à la présentation de données structurées (résultats, etc.).
- Les appels de note de bas de page (petits chiffres en exposant, introduits par l'outil «  Source ») sont à placer entre la fin de phrase et le point final[comme ça].
- Les liens internes (vers d'autres articles de Wikipédia) sont à choisir avec parcimonie. Créez des liens vers des articles approfondissant le sujet. Les termes génériques sans rapport avec le sujet sont à éviter, ainsi que les répétitions de liens vers un même terme.
- Les liens externes sont à placer uniquement dans une section « Liens externes », à la fin de l'article. Ces liens sont à choisir avec parcimonie suivant les règles définies. Si un lien sert de source à l'article, son insertion dans le texte est à faire par les notes de bas de page.
- La présentation des références doit suivre les conventions bibliographiques. Il est recommandé d'utiliser les modèles {{Ouvrage}}, {{Chapitre}}, {{Article}}, {{Lien web}} et/ou {{Bibliographie}}. Le mode d'édition visuel peut mettre en forme automatiquement les références.
- Insérer une infobox (cadre d'informations à droite) n'est pas obligatoire pour parachever la mise en page.

Pour une aide détaillée, merci de consulter Aide:Wikification.
Si vous pensez que ces points ont été résolus, vous pouvez retirer ce bandeau et améliorer la mise en forme d'un autre article.
L'Oscar des meilleurs effets visuels (Academy Award for Best Visual Effects) est une récompense cinématographique américaine décernée chaque année, depuis 1939 par l'Academy of Motion Picture Arts and Sciences (AMPAS), laquelle décerne également tous les autres Oscars.

## Introduction
Ce prix récompense les créateurs des meilleurs effets visuels (également appelés « effets spéciaux ») d'un film. Pour être éligible, en plus des conditions communes à tous les Oscars, ceux-ci doivent représenter des effets impossibles à créer dans la réalité. Les critères pris en compte lors du vote sont, selon le site officiel de l'AMPAS :
- la contribution que les effets visuels apportent à l'ensemble du film ;
- l'aspect artistique, le savoir-faire, et la fidélité avec laquelle les effets visuels sont réalisés.

La catégorie fut créée en 1940 sous l'intitulé Meilleurs effets spéciaux, après qu'un Oscar pour une contribution spéciale eut été décerné l'année précédente pour les effets visuels et sonores de la production Paramount Pictures Les Gars du large. La récompense concernait alors indistinctement les effets visuels et sonores.
En 1964, la catégorie fut scindée en deux : meilleurs effets visuels et meilleurs effets sonores. Entre 1973 et 1977, ainsi qu'en 1979, 1981, 1984 et 1991, la récompense fut décernée sous la forme d'un Oscar pour une contribution spéciale avant de redevenir compétitive.
Contrairement à la plupart des autres catégories, le nombre de nomination n'est pas fixe, bien que généralement égal à trois jusqu'en 2010 et à cinq depuis.

## Palmarès
Note : L'année indiquée est celle de la cérémonie, récompensant les films sortis au cours de l'année précédente. Les lauréats sont indiqués en tête de chaque catégorie et en caractères gras.

### Années 1930-1940
- 1939 : Oscar d'honneur pour Les Gars du large (Spawn of the North) – Gordon Jennings et Farciot Edouart (effets visuels et sonores)
- 1940 : La Mousson (The Rains Came) – E. H. Hansen
  - Autant en emporte le vent (Gone with the Wind) – Jack Cosgrove
  - Seuls les anges ont des ailes (Only Angels Have Wings) – Roy Davidson
  - La Vie privée d'Élisabeth d'Angleterre (The Private Lives of Elizabeth and Essex) – Byron Haskin
  - Fantômes en croisière (Topper Takes a Trip) – Roy Seawright
  - Pacific Express (Union Pacific) – Farciot Edouart et Gordon Jennings
  - Le Magicien d'Oz (The Wizard of Oz) – A. Arnold Gillespie
- 1941 : Le Voleur de Bagdad (The Thief of Bagdad) – Lawrence Butler
  - L'Oiseau bleu (The Blue Bird) – Fred Sersen
  - La Fièvre du pétrole (Boom Town) – A. Arnold Gillespie
  - The Boys from Syracuse – John P. Fulton
  - Docteur Cyclope (Dr. Cyclops) – Farciot Edouart et Gordon Jennings
  - Correspondant 17 (Foreign Correspondent) – Paul Eagler
  - Le Retour de l'homme invisible (The Invisible Man Returns) – John P. Fulton
  - Les Hommes de la mer (The Long Voyage Home) – R.T. Layton et Ray Binger
  - Tumak, fils de la jungle (One Million B.C.) – Roy Seawright
  - Rebecca – Jack Cosgrove
  - L'Aigle des mers (The Sea Hawk) – Byron Haskin
  - Les Naufragés du Pacifique (The New Swiss Family Robinson) – Vernon L. Walker
  - Typhon (Typhoon) – Farciot Edouart et Gordon Jennings
  - Women in War – Howard Lydecker, William Bradford et Ellis J. Thackery
- 1942 : L'Escadrille des jeunes (I Wanted Wings) – Farciot Edouart et Gordon Jennings
  - Aloma, princesse des îles (Aloma of the South Seas) – Farciot Edouart et Gordon Jennings
  - L'Appel des ailes (Flight Command) – A. Arnold Gillespie
  - La Femme invisible (The Invisible Woman) – John P. Fulton
  - Le Vaisseau fantôme (The Sea Wolf) – Byron Haskin
  - Lady Hamilton (That Hamilton Woman) – Lawrence Butler
  - Le Retour de Topper (Topper Returns) – Roy Seawright
  - Un Yankee dans la RAF (Yank in the R.A.F.) – Fred Sersen
- 1943 : Les Naufrageurs des mers du Sud (Reap the Wild Wind) – Farciot Edouart, Gordon Jennings et William L. Pereira
  - Le Cygne noir (The Black Swan) – Fred Sersen
  - Sabotage à Berlin (Desperate Journey) – Byron Haskin
  - Les Tigres volants (Flying Tigers) – Howard Lydecker
  - L'Agent invisible contre la Gestapo (Invisible Agent) – John P. Fulton
  - Le Livre de la jungle (Jungle Book) – Lawrence Butler
  - Madame Miniver (Mrs. Miniver) – A. Arnold Gillespie et Warren Newcombe
  - La Marine triomphe (The Navy Comes Through) – Vernon L. Walker
  - Un de nos avions n'est pas rentré (One of Our Aircraft is Missing) – Ronald Neame
  - Vainqueur du destin (The Pride of The Yankees) – Jack Cosgrove et Ray Binger
- 1944 : Requins d'acier (Crash Dive) – Fred Sersen
  - Air Force – Hans Koenekamp et Rex Wimpy
  - Bombardier – Vernon L. Walker
  - L'Étoile du Nord (The North Star) – Clarence Slifer et Ray Binger
  - Les Anges de miséricorde (So Proudly We Hail!) – Farciot Edouart et Gordon Jennings
  - Stand by for Action – A. Arnold Gillespie et Donald Jahraus
- 1945 : Trente Secondes sur Tokyo (Thirty Seconds Over Tokyo) – A. Arnold Gillespie, Donald Jahraus et Warren Newcombe
  - Les Aventures de Mark Twain (The Adventures of Mark Twain) – Paul Detlefson et John Crouse
  - Jours de gloire (Giorni di gloria) – Vernon L. Walker
  - Les Saboteurs (Secret Command) – David Allen, Ray Cory et Robert Wright
  - Depuis ton départ (Since you went away) – Jack Cosgrove
  - L'Odyssée du docteur Wassell (The Story of Dr. Wassell) – Farciot Edouart et Gordon Jennings
  - Le Président Wilson – Fred Sersen
- 1946 : Le Joyeux Phénomène (Wonder Man) – John P. Fulton
  - Captain Eddie – Fred Sersen et Sol Halprin
  - La Maison du docteur Edwardes (Spellbound) – Jack Cosgrove
  - Les Sacrifiés (They Were Expendable) – A. Arnold Gillespie, Donald Jahraus et R.A. MacDonald
  - Les Mille et Une Nuits (Arabian Nights) – L.W. Butler
- 1947 : L'esprit s'amuse (Blithe Spirit) – Thomas Howard
  - La Voleuse (A Stolen life) – William C. McGann
- 1948 : Le Pays du dauphin vert (Green Dolphin Street) – A. Arnold Gillespie et Warren Newcombe
  - Les Conquérants d'un nouveau monde (Unconquered) – Farciot Edouart, Devereux Jennings et Gordon Jennings
- 1949 : Le Portrait de Jennie (Portrait of Jennie) – Paul Eagler, J. McMillan Johnson, Russell Shearman et Clarence Slifer
  - Deep Waters – Ralph Hammeras, Fred Sersen et Edward Snyder

### Années 1950
Note : pas de spécialistes d'effets spéciaux nommés de 1950 à 1956.
- 1950 : Monsieur Joe (Mighty Joe Young) d'Ernest B. Schoedsack'
  - Tulsa
- 1951 : Destination... Lune ! (Destination Moon)
  - Samson et Dalila (Samson et Delilah)
- 1952 : Le Choc des mondes (When Worlds Collide)
- 1953 : Capitaine sans loi (Plymouth Adventure)
- 1954 : La Guerre des mondes (The War of the Worlds)
- 1955 : Vingt mille lieues sous les mers (20,000 Leagues Under the Sea)
  - Le Démon des eaux troubles (Hell and High Water)
  - Des monstres attaquent la ville (Them!)
- 1956 : Les Ponts de Toko-Ri (The Bridges at Toko-Ri)
  - Les Briseurs de barrages (The Dam Busters)
  - La Mousson (The Rains of Ranchipur)
- 1957 : Les Dix Commandements (The Ten Commandments) – John P. Fulton
  - Planète interdite (Forbidden Planet) – A. Arnold Gillespie, Irving Ries et Wesley C. Miller
- 1958 : Torpilles sous l'Atlantique (The Enemy Below) – Walter Rossi
  - L'Odyssée de Charles Lindbergh (The Spirit of St. Louis) – Louis Lichtenfield
- 1959 : Les Aventures de Tom Pouce (tom thumb) – Tom Howard
  - La Dernière Torpille (Torpedo Run) – A. Arnold Gillespie

### Années 1960
- 1960 : Ben-Hur – A. Arnold Gillespie et Robert MacDonald
  - Voyage au centre de la Terre (Journey to the Center of the Earth) – L.B. Abbott et James B. Gordon
- 1961 : La Machine à explorer le temps (The Time Machine) – Gene Warren et Tim Baar
  - Panique à bord (The Last Voyage) – A.J. Lohman
- 1962 : Les Canons de Navarone (The Guns of Navarone) – Bill Warrington
  - Monte là-d'ssus (The Absent Minded Professor) – Robert A. Mattey et Eustace Lycett
- 1963 : Le Jour le plus long (The Longest Day) – Robert MacDonald
  - Les Révoltés du Bounty (Mutiny on the Bounty) – A. Arnold Gillespie
- 1964 : Cléopâtre (Cleopatra) – Emil Kosa Jr.
  - Les Oiseaux (The Birds) – Ub Iwerks
- 1965 : Mary Poppins – Peter Ellenshaw, Eustace Lycett et Hamilton Luske
  - Le Cirque du docteur Lao (7 Faces of Dr. Lao) – Jim Danforth
- 1966 : Opération Tonnerre (Thunderball) – John Stears
  - La Plus Grande Histoire jamais contée (The Greatest Story Ever Told) – J. McMillan Johnson
- 1967 : Le Voyage fantastique (Fantastic Voyage) – Art Cruickshank
  - Hawaï (Hawaii) – Linwood G. Dunn
- 1968 : L'Extravagant Docteur Dolittle (Doctor Dolittle) – L. B. Abbott
  - Tobrouk, commando pour l'enfer (Tobruk) – Howard A. Anderson Jr. et Albert Whitlock
- 1969 : 2001, l'Odyssée de l'espace (2001: A Space Odyssey) – Stanley Kubrick
  - Destination Zebra, station polaire (Ice Station Zebra) – Hal Millar et J. McMillan Johnson

### Années 1970
- 1970 : Les Naufragés de l'espace (Marooned) – Robbie Robertson
  - Krakatoa à l'est de Java (Krakatoa, East of Java) – Eugene Lourie et Alex Weldon
- 1971 : Tora ! Tora ! Tora ! – A. D. Flowers et L. B. Abbott
  - Patton – Alex Weldon
- 1972 : L'Apprentie sorcière (Bedknobs and Broomsticks) – Alan Maley, Eustace Lycett et Danny Lee
  - Quand les dinosaures dominaient le monde (When Dinosaurs Ruled the Earth) – Jim Danforth et Roger Dicken
- 1973 : L'Aventure du Poséidon (The Poseidon Adventure) – L. B. Abbott et A. D. Flowers (Oscar pour une contribution spéciale)
- 1974 : Non attribué
- 1975 : Tremblement de terre (Earthquake) – Frank Brendel, Glen Robinson et Albert Whitlock (Oscar pour une contribution spéciale)
- 1976 : L'Odyssee du Hindenburg (The Hindenburg) – Albert Whitlock et Glen Robinson (Oscar pour une contribution spéciale)
- 1977 : (ex æquo)
  - King Kong – Carlo Rambaldi, Glen Robinson et Frank Van der Veer (Oscar pour une contribution spéciale)
  - L'Âge de cristal (Logan's Run) – L. B. Abbott, Glen Robinson et Matthew Yuricich (Oscar pour une contribution spéciale)
- 1978 : Star Wars, épisode IV : Un nouvel espoir (Star Wars, Episode IV: A New Hope) – John Stears, John Dykstra, Richard Edlund, Grant McCune et Robert Blalack
  - Rencontres du troisième type (Close Encounters of the Third Kind) – Roy Arbogast, Douglas Trumbull, Matthew Yuricich, Gregory Jein et Richard Yuricich
- 1979 : Superman – Les Bowie, Colin Chilvers, Denys Coop, Roy Field, Derek Meddings et Zoran Perisic (Oscar pour une contribution spéciale)

### Années 1980
- 1980 : Alien, le huitième passager (Alien) – H. R. Giger, Carlo Rambaldi, Brian Johnson, Nick Allder et Denys Ayling
  - 1941 – William A. Fraker, A.D. Flowers et Gregory Jein
  - Le Trou noir (The Black Hole) – Peter Ellenshaw, Art Cruickshank, Eustace Lycett, Danny Lee, Harrison Ellenshaw et Joe Hale
  - Moonraker – Derek Meddings, Paul Wilson et John Evans
  - Star Trek, le film (Star Trek: The Motion Picture) – Douglas Trumbull, John Dykstra, Richard Yuricich, Robert Swarthe, Dave Stewart et Grant McCune
- 1981 : Star Wars, épisode V : L'Empire contre-attaque (Star Wars, Episode V: The Empire Strikes Back) – Brian Johnson, Richard Edlund, Dennis Muren et Bruce Nicholson (Oscar pour une contribution spéciale)
- 1982 : Les Aventuriers de l'arche perdue (Raiders of the Lost Ark) – Richard Edlund, Kit West, Bruce Nicholson et Joe Johnston
  - Le Dragon du lac de feu (Dragonslayer) – Dennis Muren, Phil Tippett, Ken Ralston et Brian Johnson
- 1983 : E.T. l'extra-terrestre (E.T. the extra-terrestrial) – Carlo Rambaldi, Dennis Muren et Kenneth F. Smith
  - Blade Runner – Douglas Trumbull, Richard Yuricich et David Dryer
  - Poltergeist – Richard Edlund, Michael Wood et Bruce Nicholson
- 1984 : Star Wars, épisode VI : Le Retour du Jedi (Star Wars, Episode VI: Return of the Jedi) – Richard Edlund, Dennis Muren, Ken Ralston et Phil Tippett (Oscar pour une contribution spéciale)
- 1985 : Indiana Jones et le Temple maudit (Indiana Jones and the Temple of Doom) – Dennis Muren, Michael McAlister, Lorne Peterson et George Gibbs
  - 2010 : L'Année du premier contact (2010) – Richard Edlund, Neil Krepela, George Jenson et Mark Stetson
  - SOS Fantômes (Ghostbusters) – Richard Edlund, John Bruno, Mark Vargo et Chuck Gaspar
- 1986 : Cocoon – Ken Ralston, Ralph McQuarrie, Scott Farrar et David Berry
  - Oz, un monde extraordinaire (Return to Oz) – Will Vinton, Ian Wingrove, Zoran Perisic et Michael Lloyd
  - Le Secret de la pyramide (Young Sherlock Holmes) – Dennis Muren, Kit West, John Ellis et David W. Allen
- 1987 : Aliens, le retour (Aliens) – Robert Skotak, Stan Winston, John Richardson et Suzanne Benson
  - La Petite Boutique des horreurs (Little Shop of Horrors) – Lyle Conway, Bran Ferren et Martin Gutterbridge
  - Poltergeist 2 (Poltergeist II: The Other Side) – Richard Edlund, John Bruno, Garry Waller et William Neil
- 1988 : L'Aventure intérieure (Innerspace) – Dennis Muren, William George, Harley Jessup et Kenneth F. Smith
  - Predator – Joel Hynek, Robert M. Greenberg, Richard Greenberg et Stan Winston
- 1989 : Qui veut la peau de Roger Rabbit (Who Framed Roger Rabbit) – Ken Ralston, Richard Williams, Edward Jones et George Gibbs
  - Piège de cristal (Die Hard) – Richard Edlund, Al DiSarro, Brent Boates et Thaine Morris
  - Willow – Dennis Muren, Michael McAlister, Phil Tippett et Chris Evans

### Années 1990
- 1990 : Abyss (The Abyss) – John Bruno, Dennis Muren, Hoyt Yeatman et Dennis Skotak
  - Les Aventures du baron de Münchhausen (The Adventures of Baron Munchausen) – Richard Conway et Kent Houston
  - Retour vers le futur 2 (Back to the Future Part II) – Ken Ralston, Michael Lantieri, John Bell et Steve Gawley
- 1991 : Total Recall – Eric Brevig, Rob Bottin, Tim McGovern et Alex Funke (Oscar pour une contribution spéciale)
- 1992 : Terminator 2 : Le Jugement dernier (Terminator 2: Judgment Day) – Dennis Muren, Stan Winston, Gene Warren, Jr. et Robert Skotak
  - Hook ou la Revanche du capitaine Crochet (Hook) – Eric Brevig, Harley Jessup, Mark Sullivan et Michael Lantieri
  - Backdraft – Mikael Salomon, Allen Hall, Clay Pinney et Scott Farrar
- 1993 : La mort vous va si bien (Death Becomes Her) – Ken Ralston, Doug Chiang, Doug Smythe et Tom Woodruff, Jr.
  - Alien 3 – Richard Edlund, Alec Gillis, Tom Woodruff, Jr. et George Gibbs
  - Batman : Le Défi (Batman Returns) – Michael Fink, Craig Barron, John Bruno et Dennis Skotak
- 1994 : Jurassic Park – Dennis Muren, Stan Winston, Phil Tippett et Michael Lantieri (en)
  - Cliffhanger : Traque au sommet (Cliffhanger) – Neil Krepela, John Richardson, John Bruno et Pamela Easley
  - L'Étrange Noël de monsieur Jack (The Nightmare Before Christmas) – Pete Kozachik, Eric Leighton, Ariel Velasco Shaw et Gordon Baker
- 1995 : Forrest Gump – Ken Ralston, George Murphy, Stephen Rosenbaum et Allen Hall
  - The Mask – Scott Squires, Steve Williams, Tom Bertino et Jon Farhat
  - True Lies – John Bruno, Thomas L. Fisher, Jacques Stroweis et Patrick McClung
- 1996 : Babe, le cochon devenu berger (Babe) – Scott E. Anderson, Charles Gibson, Neal Scanlan et John Cox
  - Apollo 13 – Robert Legato, Michael Kanfer, Leslie Ekker et Matt Sweeney
- 1997 : Independence Day – Volker Engel, Douglas Smith, Clay Pinney et Joseph Viskocil
  - Cœur de dragon (Dragonheart) – Scott Squires, Phil Tippett, James Straus et Kit West
  - Twister – Stefen Fangmeier, John Frazier, Habib Zargarpour et Henry La Bounta
- 1998 : Titanic – Robert Legato, Mark Lasoff, Thomas L. Fisher et Michael Kanfer
  - Le Monde perdu : Jurassic Park (The Lost World: Jurassic Park) – Randal M. Dutra, Michael Lantieri, Dennis Muren et Stan Winston
  - Starship Troopers – Phil Tippett, Scott E. Anderson, Alec Gillis et John Richardson
- 1999 : Au-delà de nos rêves (What Dreams May Come) – Joel Hynek, Nicholas Brooks, Stuart Robertson et Kevin Mack
  - Armageddon – Richard R. Hoover, Patrick McClung et John Frazier
  - Mon ami Joe (Mighty Joe Young) – Rick Baker, Hoyt Yeatman, Allen Hall et Jim Mitchell

### Années 2000
- 2000 : Matrix (The Matrix) – John Gaeta, Janek Sirrs, Steve Courtley et Jon Thum
  - Star Wars, épisode I : La Menace fantôme (Star Wars, Episode I: The Phantom Menace) – John Knoll, Dennis Muren, Scott Squires et Rob Coleman
  - Stuart Little – John Dykstra, Jerome Chen, Henry F. Anderson III et Eric Allard
- 2001 : Gladiator - John Nelson, Neil Corbould, Tim Burke et Stan Parks
  - Hollow Man – Scott E. Anderson, Craig Hayes, Scott Stokdyk et Stan Parks
  - En pleine tempête (The Perfect Storm) – Stefen Fangmeier, Habib Zargarpour, John Frazier et Walt Conti
- 2002 : Le Seigneur des anneaux : La Communauté de l'anneau (The Lord of The Rings: The Fellowship of the Ring) – Jim Rygiel, Randall William Cook, Richard Taylor et Mark Stetson
  - A.I. Intelligence artificielle (Artificial Intelligence: A.I.) – Dennis Muren, Scott Farrar, Stan Winston et Michael Lantieri
  - Pearl Harbor – Eric Brevig, John Frazier, Ed Hirsh et Ben Snow
- 2003 : Le Seigneur des anneaux : Les Deux Tours (The Lord of the Rings: The Two Towers) – Jim Rygiel, Joe Letteri, Randall William Cook et Alex Funke
  - Spider-Man – John Dykstra, Scott Stokdyk, Anthony LaMolinara et John Frazier
  - Star Wars, épisode II : L'Attaque des clones (Star Wars, Episode II: Attack of the Clones) – Rob Coleman, Pablo Helman, John Knoll and Ben Snow
- 2004 : Le Seigneur des anneaux : Le Retour du roi (The Lord of the Rings: The Return of the King) – Jim Rygiel, Joe Letteri, Randall William Cook et Alex Funke
  - Master and Commander : De l'autre côté du monde (Master and Commander: The Far Side of the World) – Dan Sudick, Stefen Fangmeier, Nathan McGuinness et Robert Stromberg
  - Pirates des Caraïbes : La Malédiction du Black Pearl (Pirates of the Caribbean: The Curse of the Black Pearl) – John Knoll, Hal Hickel, Charles Gibson et Terry Frazee
- 2005 : Spider-Man 2 – John Dykstra, Scott Stokdyk, Anthony LaMolinara et John Frazier
  - Harry Potter et le Prisonnier d'Azkaban (Harry Potter and the Prisoner of Azkaban) – Roger Guyett, Tim Burke, John Richardson et William George
  - I, Robot – John Nelson, Andrew R. Jones, Erik Nash et Joe Letteri
- 2006 : King Kong – Joe Letteri, Brian Van't Hul, Christian Rivers et Richard Taylor
  - Le Monde de Narnia : Le Lion, la Sorcière blanche et l'Armoire magique (The Chronicles of Narnia: The Lion, the Witch and the Wardrobe) – Dean Wright, Bill Westenhofer, Jim Berney et Scott Farrar
  - La Guerre des mondes (War of the Worlds) – Dennis Muren, Pablo Helman, Randal M. Dutra et Daniel Sudick
- 2007 : Pirates des Caraïbes : Le Secret du coffre maudit (Pirates of the Caribbean : Dead Man's Chest) – John Knoll, Hal Hickel, Charles Gibson et Allen Hall
  - Poséidon (Poseidon) – Boyd Shermis, Kim Libreri, Chas Jarrett et John Frazier
  - Superman Returns – Mark Stetson, Neil Corbould, Richard R. Hoover et Jon Thum
- 2008 : À la croisée des mondes : La Boussole d'or (His Dark Materials: The Golden Compass) – Michael Fink, Bill Westenhofer, Ben Morris et Trevor Wood
  - Transformers – Scott Farrar, Scott Benza, Russell Earl et John Frazier
  - Pirates des Caraïbes : Jusqu'au bout du monde (Pirates of the Caribbean: At World's End) – John Knoll, Hal Hickel, Charles Gibson et John Frazier
- 2009 : L'Étrange Histoire de Benjamin Button – Eric Barba, Steve Preeg, Burt Dalton et Craig Barron
  - The Dark Knight : Le Chevalier noir (The Dark Knight) – Nick Davis, Chris Corbould, Tim Webber et Paul Franklin
  - Iron Man – John Nelson, Ben Snow, Dan Sudick et Shane Mahan

### Années 2010
- 2010 : Avatar – Joe Letteri, Stephen Rosenbaum, Richard Baneham et Andrew R. Jones
  - District 9 – Dan Kaufman, Peter Muyzers, Robert Habros et Matt Aitken
  - Star Trek – Roger Guyett, Russell Earl, Paul Kavanagh et Burt Dalton
- 2011 : Inception – Chris Corbould, Andrew Lockley et Peter Bebb
  - Alice aux pays des merveilles (Alice in Wonderland) – Ken Ralston, David Schaub, Carey Villegas et Sean Phillips
  - Harry Potter et les reliques de la mort - 1re partie (Harry Potter and the Deathly Hallows: Part I) – Tim Burke, John Richardson, Christian Manz et Nicolas Aithadi
  - Au-delà (Hereafter) – Michael Owens, Bryan Grill, Stephan Trojanski et Joe Farrell
  - Iron Man 2 – Janek Sirrs, Ben Snow, Ged Wright et Daniel Sudick
- 2012 : Hugo Cabret (Hugo) – Rob Legato, Joss Williams, Ben Grossmann et Alex Henning
  - Harry Potter et les Reliques de la Mort – 2e partie (Harry Potter and the Deathly Hallows: Part II) – Tim Burke, David Vickery, Greg Butler et John Richardson
  - La Planète des singes : Les Origines (Rise of the Planet of the Apes) – Joe Letteri, Dan Lemmon, R. Christopher White et Daniel Barrett
  - Real Steel – Erik Nash, John Rosengrant, Danny Gordon Taylor et Swen Gillberg
  - Transformers 3 : La Face cachée de la Lune (Transformers: Dark of the Moon) – Scott Farrar, Scott Benza, Matthew E. Butler et John Frazier
- 2013 : L'Odyssée de Pi (Life of Pi) – Bill Westenhofer, Guillaume Rocheron et Erik-Jan De Boer
  - Avengers – Janek Sirrs, Jeff White, Guy Williams et Dan Sudick
  - Blanche-Neige et le Chasseur (Snow White and the Huntsman) – Cédric Nicolas-Troyan, Philip Brennan, Neil Corbould et Michael Dawson
  - Le Hobbit : Un voyage inattendu (The Hobbit: An Unexpected Journey) – Joe Letteri, Eric Saindon, David Clayton et R. Christopher White
  - Prometheus – Richard Stammers, Charley Henley, Trevor Wood et Paul Butterworth
- 2014 : Gravity – Tim Webber, Chris Lawrence, Dave Shirk et Neil Corbould
  - Le Hobbit : La Désolation de Smaug (The Desolation of Smaug) – Joe Letteri, Eric Saindon, David Clayton et Eric Reynolds
  - Iron Man 3 – Christopher Townsend, Guy Williams, Erik Nash et Dan Sudick
  - Lone Ranger, naissance d'un héros (The Lone Ranger) – Tim Alexander, Gary Brozenich, Edson Williams et John Frazier
  - Star Trek Into Darkness – Roger Guyett, Patrick Tubach, Ben Grossmann et Burt Dalton
- 2015 : Interstellar – Paul Franklin, Andrew Lockley, Ian Hunter et Scott R. Fisher
  - Captain America : Le Soldat de l'hiver (Captain America: The Winter Soldier) – Dan DeLeeuw, Russell Earl, Bryan Grill et Dan Sudick
  - La Planète des singes : L'Affrontement (Dawn of the Planet of the Apes) – Joe Letteri, Dan Lemmon, Daniel Barrett et Erik Winquist
  - Les Gardiens de la galaxie (Guardians of the Galaxy) – Stéphane Ceretti, Nicolas Aithadi, Jonathan Fawkner et Paul Corbould
  - X-Men: Days of Future Past – Richard Stammers, Lou Pecora, Tim Crosbie et Cameron Waldbauer
- 2016 : Ex machina – Mark Williams Ardington, Sara Bennett, Paul Norris et Andrew Whitehurst
  - Mad Max: Fury Road – Andrew Jackson, Dan Oliver, Andy Williams et Tom Wood
  - The Revenant – Richard McBride, Matt Shumway, Jason Smith et Cameron Waldbauer
  - Seul sur Mars (The Martian) – Anders Langlands, Chris Lawrence, Richard Stammers et Steven Warner
  - Star Wars, épisode VII : Le Réveil de la Force (Star Wars: The Force Awakens) – Chris Corbould, Roger Guyett, Paul Kavanagh et Neal Scanlan
- 2017 : Le Livre de la jungle (The Jungle Book) – Robert Legato, Adam Valdez, Andrew R. Jones (en) et Dan Lemmon (en)
  - Deepwater (Deepwater Horizon) – Craig Hammeck, Jason Snell (en), Jason Billington, et Burt Dalton (en)
  - Doctor Strange – Stéphane Ceretti, Richard Bluff, Vincent Cirelli et Paul Corbould (en)
  - Kubo et l'Armure magique (Kubo and the Two Strings) – Steve Emerson, Oliver Jones, Brian McLean et Brad Schiff
  - Rogue One: A Star Wars Story – John Knoll, Mohen Leo, Hal Hickel et Neil Corbould (en)
- 2018 : Blade Runner 2049 – John Nelson, Gerd Nefzer, Paul Lambert and Richard R. Hoover
  - Les Gardiens de la Galaxie Vol. 2 – Christopher Townsend, Guy Williams, Jonathan Fawkner et Dan Sudick
  - Kong: Skull Island – Stephen Rosenbaum, Jeff White, Scott Benza et Mike Meinardus
  - Star Wars, épisode VIII : Les Derniers Jedi – Ben Morris, Mike Mulholland, Neal Scanlan et Chris Corbould
  - La Planète des singes : Suprématie – Joe Letteri, Daniel Barrett, Dan Lemmon et Joel Whist
- 2019 : First Man : Le Premier Homme sur la Lune - Paul Lambert, Ian Hunter, Tristan Myles et J.D. Schwalm
  - Avengers: Infinity War - Dan DeLeeuw, Kelly Port, Russell Earl et Dan Sudick
  - Jean-Christophe et Winnie - Christopher Lawrence, Michael Eames, Theo Jones et Chris Corbould
  - Ready Player One - Roger Guyett, Grady Cofer, Matthew E. Butler et David Shirk
  - Solo: A Star Wars Story - Rob Bredow, Patrick Tubach, Neal Scanlan et Dominic Tuohy

### Années 2020
- 2020 : 1917 - Guillaume Rocheron, Greg Butler (en) et Dominic Tuohy
  - Avengers : Endgame - Dan DeLeeuw (en), Russell Earl (en), Matt Aitken (en) et Dan Sudick (en)
  - The Irishman - Pablo Helman (en), Leandro Estebecorena (en), Nelson Sepulveda-Fauser et Stephane Grabli
  - Le Roi lion - Robert Legato, Adam Valdez (en), Andrew R. Jones (en) et Elliot Newman
  - Star Wars, épisode IX : L'Ascension de Skywalker - Roger Guyett, Neal Scanlan (en), Patrick Tubach (en) et Dominic Tuohy
- 2021 : Tenet – Andrew Jackson, David Lee, Andrew Lockley et Scott Fisher
  - Love and Monsters – Matt Sloan, Genevieve Camailleri, Matt Everitt et Brian Cox
  - Minuit dans l'univers – Matthew Kasmir, Christopher Lawren, Max Solomon et David Watkins
  - Mulan – Sean Faden, Anders Langlands, Seth Maury et Steven Ingram
  - Le Seul et Unique Ivan – Nick Davis, Greg Fisher, Ben Jones et Santiago Colomo Martinez
- 2022 : Dune – Paul Lambert, Tristen Myles, Brian Connor et Gerd Nefzer
  - Free Guy – Swen Gillberg, Bryan Grill, Nikos Kalaitzidis et Dan Sudick
  - Mourir peut attendre (No Time to Die) – Charlie Noble, Joel Green, Jonathan Fawkner et Chris Corbould
  - Shang-Chi et la Légende des Dix Anneaux (Shang-Chi and the Legend of the Ten Rings) – Christopher Townsend, Joe Farrell, Sean Noel Walker et Dan Oliver
  - Spider-Man: No Way Home – Kelly Port, Chris Waegner, Scott Edelstein et Dan Sudick
- 2023 : Avatar : La Voie de l'eau (Avatar: The Way of Water) – Joe Letteri, Richard Baneham, Eric Saindon et Daniel Barrett
  - À l'ouest, rien de nouveau (Im Westen nichts Neues) – Frank Petzold, Viktor Müller, Markus Frank et Kamil Jafar
  - The Batman – Dan Lemmon, Russell Earl, Anders Langlands et Dominic Tuohy
  - Black Panther: Wakanda Forever – Geoffrey Baumann, Craig Hammack, R.Christopher White et Dab Sudick
  - Top Gun: Maverick – Ryan Tudhope, Seth Hill, Bryan Litson et Scott R. Fisher
- 2024 : Godzilla Minus One – Takashi Yamazaki, Kiyoko Shibuya, Masaki Takahashi et Tatsuji Nojima
  - The Creator – Jay Cooper, Ian Comley, Andrew Roberts et Neil Corbould
  - Les Gardiens de la Galaxie Vol. 3 (Guardians of the Galaxy Vol. 3) – Stéphane Ceretti, Alexis Wajsbrot, Guy Williams et Theo Bialek
  - Mission impossible : Dead Reckoning (Mission: Impossible – Dead Reckoning) – Alex Wuttke, Simone Coco, Jeff Sutherland et Neil Corbould
  - Napoléon (Napoleon) – Charley Henley, Luc-Ewen Martin-Fenouillet, Simone Coco et Neil Corbould

- 2025 : Dune, deuxième partie – Paul Lambert, Stephen James, Rhys Salcombe et Gerd Nefzer
  - Alien: Romulus – Eric Barba, Nelson Sepulveda-Fauser, Daniel Macarin et Shane Mahan
  - Better Man – Luke Millar, David Clayton, Keith Herft et Peter Stubbs
  - La Planète des singes : Le Nouveau Royaume (Kingdom of the Planet of the Apes) – Erik Winquist, Stephen Unterfranz, Paul Story et Rodney Burke
  - Wicked – Pablo Helman, Jonathan Fawkner, David Shirk et Paul Corbould